# Bahnstrecke Quebec Junction–Lime Ridge
| Gesellschaft: | NHVT, NHCR           |                                                 |                                                 |
| Streckenlänge: | ca. 173½ km          |                                                 |                                                 |
| Spurweite: | 1435 mm (Normalspur) |                                                 |                                                 |
| |                      |                                                 |                                                 |
| Gleise: | 1                    |                                                 |                                                 |
| \| \| \| \| \| \| \| \| von Portland \| \| \| \| 0 \| Quebec Junction NH \| Quebec Junction NH \| \| \| \| nach Lunenburg \| \| \| \| \| Verbindungskurve nach Berlin \| \| \| \| 4 \| Waumbek Junction NH (früher Jefferson Junction) \| Waumbek Junction NH (früher Jefferson Junction) \| \| \| \| Strecke Whitefield Junction–Berlin \| \| \| \| \| Verbindungskurve von Whitefield \| \| \| \| \| Verbindungskurve von Berlin \| \| \| \| 8 \| Baileys NH (früher Jefferson, Star King) \| Baileys NH (früher Jefferson, Star King) \| \| \| 13 \| Riverton NH \| Riverton NH \| \| \| \| Israel River \| \| \| \| 19 \| Lancaster NH \| Lancaster NH \| \| \| \| Kilkenny Railroad (Waldbahn) \| \| \| \| \| Verbindungskurve nach Groveton \| \| \| \| 21 \| Coos Junction NH (früher C&M Junction) \| Coos Junction NH (früher C&M Junction) \| \| \| \| Strecke Woodsville–Groveton \| \| \| \| \| Connecticut River \| \| \| \| 29 \| Guildhall VT \| Guildhall VT \| \| \| 33 \| Stevens VT \| Stevens VT \| \| \| 39½ \| Maidstone VT \| Maidstone VT \| \| \| \| Connecticut River \| \| \| \| \| Strecke Portland–Island Pond \| \| \| \| 44½ \| Masons NH \| Masons NH \| \| \| 52½ \| North Stratford NH \| North Stratford NH \| \| \| \| Verbindungsgleis von Portland \| \| \| \| 57 \| Eatons NH \| Eatons NH \| \| \| 58 \| Georges NH \| Georges NH \| \| \| 63 \| Cones NH (früher Columbia House) \| Cones NH (früher Columbia House) \| \| \| 67 \| Columbia Bridge NH \| Columbia Bridge NH \| \| \| 70 \| Columbia Valley NH \| Columbia Valley NH \| \| \| 73 \| Colebrook NH \| Colebrook NH \| \| \| 82 \| Piper Hill NH \| Piper Hill NH \| \| \| 86 \| West Stewartstown NH \| West Stewartstown NH \| \| \| \| Connecticut River \| \| \| \| 88½ \| Beecher Falls VT \| Beecher Falls VT \| \| \| \| Staatsgrenze USA/Kanada \| \| \| \| 89½ \| Hereford QC (früher Comins Mill) \| Hereford QC (früher Comins Mill) \| \| \| 102 \| Paquetteville QC \| Paquetteville QC \| \| \| \| Connecticut River (Staatsgrenze) \| \| \| \| \| Connecticut River (Staatsgrenze) \| \| \| \| 110½ \| Malvina QC \| Malvina QC \| \| \| 117½ \| Saint-Malo QC \| Saint-Malo QC \| \| \| 124½ \| Saint-Isidore-d'Auckland QC \| Saint-Isidore-d'Auckland QC \| \| \| 127½ \| Clifton QC \| Clifton QC \| \| \| 135 \| Sawyersville QC \| Sawyersville QC \| \| \| 140½ \| Eaton Corner QC \| Eaton Corner QC \| \| \| \| von Brookport \| \| \| \| 146½ \| Cookshire QC \| Cookshire QC \| \| \| \| \| \| \| \| \| nach Mattawamkeag \| \| \| \| \| Rivière Saint-François \| \| \| \| 167½ \| Dudswell Junction QC \| Dudswell Junction QC \| \| \| \| Strecke Sherbrooke–Lévis \| \| \| \| \| Verbindung von Sherbrooke \| \| \| \| ? \| Lathrop’s QC \| Lathrop’s QC \| \| \| ? \| Dominion QC \| Dominion QC \| \| \| 173½ \| Lime Ridge QC \| Lime Ridge QC \| |                      |                                                 |                                                 |
| |                      |                                                 |                                                 |
| Strecke |                      | von Portland                                    | von Portland                                    |
| ehemaliger Bahnhof | 0                    | Quebec Junction NH                              | Quebec Junction NH                              |
| Abzweig ehemals geradeaus, nach links und ehemals von links |                      | nach Lunenburg                                  | nach Lunenburg                                  |
| Abzweig geradeaus und nach rechts (Strecke außer Betrieb) |                      | Verbindungskurve nach Berlin                    | Verbindungskurve nach Berlin                    |
| Haltepunkt / Haltestelle (Strecke außer Betrieb) | 4                    | Waumbek Junction NH (früher Jefferson Junction) | Waumbek Junction NH (früher Jefferson Junction) |
| Kreuzung (Strecken außer Betrieb) |                      | Strecke Whitefield Junction–Berlin              | Strecke Whitefield Junction–Berlin              |
| Abzweig ehemals geradeaus und von links |                      | Verbindungskurve von Whitefield                 | Verbindungskurve von Whitefield                 |
| Abzweig geradeaus und ehemals von rechts |                      | Verbindungskurve von Berlin                     | Verbindungskurve von Berlin                     |
| ehemaliger Bahnhof | 8                    | Baileys NH (früher Jefferson, Star King)        | Baileys NH (früher Jefferson, Star King)        |
| ehemaliger Haltepunkt / Haltestelle | 13                   | Riverton NH                                     | Riverton NH                                     |
| Brücke über Wasserlauf |                      | Israel River                                    | Israel River                                    |
| Dienststation / Betriebs- oder Güterbahnhof | 19                   | Lancaster NH                                    | Lancaster NH                                    |
| Abzweig geradeaus, ehemals nach rechts und ehemals von rechts |                      | Kilkenny Railroad (Waldbahn)                    | Kilkenny Railroad (Waldbahn)                    |
| Abzweig ehemals geradeaus und nach rechts |                      | Verbindungskurve nach Groveton                  | Verbindungskurve nach Groveton                  |
| Haltepunkt / Haltestelle (Strecke außer Betrieb) | 21                   | Coos Junction NH (früher C&M Junction)          | Coos Junction NH (früher C&M Junction)          |
| Kreuzung (Strecken außer Betrieb) |                      | Strecke Woodsville–Groveton                     | Strecke Woodsville–Groveton                     |
| Brücke über Wasserlauf (Strecke außer Betrieb) |                      | Connecticut River                               | Connecticut River                               |
| Bahnhof (Strecke außer Betrieb) | 29                   | Guildhall VT                                    | Guildhall VT                                    |
| Haltepunkt / Haltestelle (Strecke außer Betrieb) | 33                   | Stevens VT                                      | Stevens VT                                      |
| Bahnhof (Strecke außer Betrieb) | 39½                  | Maidstone VT                                    | Maidstone VT                                    |
| Brücke über Wasserlauf (Strecke außer Betrieb) |                      | Connecticut River                               | Connecticut River                               |
| Kreuzung (Strecke geradeaus außer Betrieb) |                      | Strecke Portland–Island Pond                    | Strecke Portland–Island Pond                    |
| Haltepunkt / Haltestelle (Strecke außer Betrieb) | 44½                  | Masons NH                                       | Masons NH                                       |
| Bahnhof (Strecke außer Betrieb) | 52½                  | North Stratford NH                              | North Stratford NH                              |
| Abzweig ehemals geradeaus und von links |                      | Verbindungsgleis von Portland                   | Verbindungsgleis von Portland                   |
| ehemaliger Haltepunkt / Haltestelle | 57                   | Eatons NH                                       | Eatons NH                                       |
| ehemaliger Bahnhof | 58                   | Georges NH                                      | Georges NH                                      |
| Dienststation / Betriebs- oder Güterbahnhof | 63                   | Cones NH (früher Columbia House)                | Cones NH (früher Columbia House)                |
| Betriebs-/Güterbahnhof Strecke ab hier außer Betrieb | 67                   | Columbia Bridge NH                              | Columbia Bridge NH                              |
| Haltepunkt / Haltestelle (Strecke außer Betrieb) | 70                   | Columbia Valley NH                              | Columbia Valley NH                              |
| Bahnhof (Strecke außer Betrieb) | 73                   | Colebrook NH                                    | Colebrook NH                                    |
| Haltepunkt / Haltestelle (Strecke außer Betrieb) | 82                   | Piper Hill NH                                   | Piper Hill NH                                   |
| Bahnhof (Strecke außer Betrieb) | 86                   | West Stewartstown NH                            | West Stewartstown NH                            |
| Brücke über Wasserlauf (Strecke außer Betrieb) |                      | Connecticut River                               | Connecticut River                               |
| Bahnhof (Strecke außer Betrieb) | 88½                  | Beecher Falls VT                                | Beecher Falls VT                                |
| Grenze (Strecke außer Betrieb) |                      | Staatsgrenze USA/Kanada                         | Staatsgrenze USA/Kanada                         |
| Bahnhof (Strecke außer Betrieb) | 89½                  | Hereford QC (früher Comins Mill)                | Hereford QC (früher Comins Mill)                |
| Bahnhof (Strecke außer Betrieb) | 102                  | Paquetteville QC                                | Paquetteville QC                                |
| Grenze auf Brücke über Wasserlauf (Strecke außer Betrieb) |                      | Connecticut River (Staatsgrenze)                | Connecticut River (Staatsgrenze)                |
| Grenze auf Brücke über Wasserlauf (Strecke außer Betrieb) |                      | Connecticut River (Staatsgrenze)                | Connecticut River (Staatsgrenze)                |
| Bahnhof (Strecke außer Betrieb) | 110½                 | Malvina QC                                      | Malvina QC                                      |
| Bahnhof (Strecke außer Betrieb) | 117½                 | Saint-Malo QC                                   | Saint-Malo QC                                   |
| Bahnhof (Strecke außer Betrieb) | 124½                 | Saint-Isidore-d'Auckland QC                     | Saint-Isidore-d'Auckland QC                     |
| Haltepunkt / Haltestelle (Strecke außer Betrieb) | 127½                 | Clifton QC                                      | Clifton QC                                      |
| Bahnhof (Strecke außer Betrieb) | 135                  | Sawyersville QC                                 | Sawyersville QC                                 |
| Haltepunkt / Haltestelle (Strecke außer Betrieb) | 140½                 | Eaton Corner QC                                 | Eaton Corner QC                                 |
| Abzweig ehemals geradeaus und von links |                      | von Brookport                                   | von Brookport                                   |
| Dienststation / Betriebs- oder Güterbahnhof | 146½                 | Cookshire QC                                    | Cookshire QC                                    |
| Brücke über Wasserlauf |                      |                                                 |                                                 |
| Abzweig ehemals geradeaus und nach rechts |                      | nach Mattawamkeag                               | nach Mattawamkeag                               |
| Brücke über Wasserlauf (Strecke außer Betrieb) |                      | Rivière Saint-François                          | Rivière Saint-François                          |
| Bahnhof (Strecke außer Betrieb) | 167½                 | Dudswell Junction QC                            | Dudswell Junction QC                            |
| Kreuzung (Strecken außer Betrieb) |                      | Strecke Sherbrooke–Lévis                        | Strecke Sherbrooke–Lévis                        |
| Abzweig geradeaus und von links (Strecke außer Betrieb) |                      | Verbindung von Sherbrooke                       | Verbindung von Sherbrooke                       |
| Haltepunkt / Haltestelle (Strecke außer Betrieb) | ?                    | Lathrop’s QC                                    | Lathrop’s QC                                    |
| Haltepunkt / Haltestelle (Strecke außer Betrieb) | ?                    | Dominion QC                                     | Dominion QC                                     |
| Kopfbahnhof Streckenende (Strecke außer Betrieb) | 173½                 | Lime Ridge QC                                   | Lime Ridge QC                                   |

Die Bahnstrecke Quebec Junction–Lime Ridge ist eine Eisenbahnverbindung in New Hampshire und Vermont (Vereinigte Staaten) sowie in Québec (Kanada). Sie ist rund 174 Kilometer lang. Die Strecke ist größtenteils stillgelegt und abgebaut. Ein kurzer Abschnitt von Waumbek Junction bis Coos Junction in Besitz des Bundesstaats New Hampshire ist an die New Hampshire and Vermont Railroad verpachtet, wird jedoch nicht regelmäßig befahren. Der Abschnitt von North Stratford Junction nach Columbia gehört ebenfalls dem Bundesstaat, der ihn an die New Hampshire Central Railroad verpachtet.

## Geschichte
Anfang der 1880er Jahre beabsichtigte das Holzunternehmen George Van Dykes, die Waldgebiete in der Grenzregion von New Hampshire, Vermont und Québec durch eine Eisenbahn zu erschließen, um das Holz schneller abtransportieren zu können. In Vermont wurde daher die Coos Valley Railroad gegründet, in New Hampshire und Vermont jeweils eine Upper Coos Railroad und in Kanada die Hereford Railway. Die Bauarbeiten begannen 1887 und am 15. September 1888 wurde der erste Abschnitt von North Stratford nach West Stewartstown eröffnet. Regulärer Verkehr auf der Strecke begann im November des gleichen Jahres. Am 6. Januar 1889 ging die Strecke von Beecher Falls bis Cookshire in Kanada in Betrieb. Sie wurde im November 1889 nach Dudswell Junction und am 1. Mai 1890 bis zum Endbahnhof Lime Ridge verlängert. Im Laufe des Jahres 1889 ging auch der Lückenschluss zwischen West Stewartstown und Beecher Falls in Betrieb. Den Betrieb führte anfangs die in New Hampshire gegründete Upper Coos Railroad.
Am 1. Mai 1890 pachtete die Maine Central Railroad die Bahnstrecke, die nun auch die bereits 1882 geplante südliche Verlängerung nach Guildhall bauen wollte und die Strecke darüber hinaus an ihre Bahnstrecke Portland–Lunenburg anschließen wollte. Ende Februar 1891 eröffnete die Gesellschaft den Abschnitt von North Stratford bis Coos Junction, wo eine Verbindung zur Concord and Montreal Railroad bestand. Das verbleibende Streckenstück von Coos Junction nach Quebec Junction ging im Mai 1891 in Betrieb.
Am 31. Oktober 1925 stellte die Maine Central den Betrieb nördlich von Beecher Falls ein und löste den Pachtvertrag mit der Hereford Railway. Diese wurde 1926 durch die Canadian Pacific Railway übernommen und zwischen Cookshire und Malvina wiedereröffnet. Die Abschnitte von Beecher Falls nach Malvina sowie von Cookshire nach Dudswell Junction wurden stillgelegt und abgebaut. Zwischen Cookshire und Malvina endete um 1940 der Personenverkehr endgültig. Die Strecke von Sawyerville nach Malvina wurde 1945 stillgelegt, gefolgt vom Abschnitt Cookshire–Sawyerville 1977 und der Strecke von Dudswell Junction nach Lime Ridge 1989. 
Ab dem 26. Juni 1933 verkehrte auf dem in den Vereinigten Staaten liegenden Streckenabschnitt nur noch ein gemischter Zug zwischen Lancaster und Beecher Falls, nachdem südlich von Lancaster der Personenverkehr eingestellt wurde. Mit Jahresende 1948 endete der Gesamtverkehr zwischen Coos Junction und North Stratford. Der Abschnitt wurde im Folgejahr abgebaut. Der Personenverkehr zwischen Lancaster und Coos Junction endete gleichzeitig, sodass der gemischte Zug nur noch zwischen North Stratford und Beecher Falls verkehrte. Auch auf diesem Abschnitt wurde im April 1955 die Personenbeförderung eingestellt. 
Nach einer schweren Überschwemmung im Sommer 1973 endete der Güterverkehr zwischen North Stratford und Beecher Falls und die Maine Central wollte die Strecke stilllegen. Dies wurde nicht genehmigt und so reparierte die Gesellschaft die Strecke und nahm am 19. November 1974 den Verkehr wieder auf. Im Juni 1976 verkaufte die Maine Central die Trasse an den Bundesstaat New Hampshire und stellte am 17. Februar 1977 den Verkehr ein. Die Strecke von Quebec Junction bis Waumbek Junction wurde daraufhin stillgelegt. Der Bundesstaat verpachtete die beiden noch betriebsfähigen Abschnitte von Waumbek Junction nach Coos Junction und von North Stratford nach Beecher Falls an die North Stratford Railroad, die am 23. März 1977 den Verkehr wieder aufnahm. Aufgrund der schlechten Gleislage musste am 9. März 1989 der Betrieb eingestellt werden, der Pachtvertrag wurde aufgelöst. Am 21. November 1989 pachtete die New Hampshire and Vermont Railroad den Abschnitt Waumbek Junction–Coos Junction. Seit Herbst 1999 findet jedoch kein regelmäßiger Verkehr mehr statt. Am 2. Juni 1993 pachtete die New Hampshire Central Railroad den Abschnitt North Stratford–Columbia Bridge, der übrige Teil bis Beecher Falls wurde etwa 2000 offiziell stillgelegt.

## Streckenbeschreibung
Die Strecke zweigt mitten im Wald in einem großzügig angelegten Gleisdreieck aus der Bahnstrecke Portland–Lunenburg ab. Die hier stillgelegte Bahn führt zunächst in nordöstliche Richtung. Nach etwa vier Kilometern kreuzte die Bahnstrecke Whitefield Junction–Berlin niveaugleich. Die Gleiskreuzung selbst wird nicht mehr befahren, jedoch beginnt hier der noch in Betrieb befindliche Streckenteil ab der Einmündung der Verbindungskurve aus Richtung Whitefield. Die Strecke passiert unmittelbar nach der Kreuzung den Cherry Pond, der dem Kreuzungsbahnhof anfangs seinen Namen gab, bevor er in Waumbek Junction umbenannt wurde. Kurz darauf überquert die Strecke die Bailey Road und biegt nach Norden ab. Sie führt nun entlang des Israel River weiter bis nach Lancaster, wo sie den Fluss überquert. Im Norden der Stadt kurz vor dem Kreuzungsbahnhof Coos Junction befand sich der Abzweig einer Waldbahn, der Kilkenny Railroad, die mindestens bis in die 1930er Jahre befahren wurde.
In Coos Junction kreuzt die Bahnstrecke Woodsville–Groveton und das bestehende Streckengleis verlässt hier die Trasse der Bahnstrecke nach Lime Ridge. Der folgende Streckenabschnitt wurde 1949 abgebaut. Nördlich von Coos Junction überquert die Strecke zunächst den U.S. Highway 3 und direkt darauf den Connecticut River und mit ihm die Grenze nach Vermont. Die Grenze stellte bis 1932 auch eine Eigentumsgrenze dar, da der in Vermont liegende Abschnitt bis dahin der Coos Valley Railroad gehörte. Die Strecke verläuft nun kurvenreich entlang des Flusses. Ein Teil der Trasse wird heute durch die Staatsstraße 102 benutzt. Etwa 20 Kilometer nach der ersten Brücke überquert die Bahn den Connecticut erneut und wechselt wieder nach New Hampshire. Kurz nach der Brücke überquert sie auch die Bahnstrecke Portland–Island Pond, neben der sie nun bis North Stratford herläuft.
In North Stratford gibt es ein Verbindungsgleis zu dieser Strecke, das noch heute befahren wird. Hier beginnt der in Betrieb befindliche Abschnitt nach Columbia Bridge. Die Bahn verläuft weiterhin entlang des Connecticut River in Richtung Nordosten. Nach dem Güterbahnhof Columbia Bridge folgt die Durchquerung der Stadt Colebrook. Hier biegt die Bahntrasse wieder nach Norden ab und überquert einige Kilometer weiter, nach dem Bahnhof West Stewartstown, den Connecticut und damit erneut die Grenze nach Vermont. Etwa zwei Kilometer weiter erreicht die Strecke Beecher Falls, wo sich der Grenzübergang nach Kanada befand.
Die Strecke verläuft weiter nordostwärts entlang des Connecticut durch nahezu unbesiedeltes Land. Sie überquert den Fluss und damit die Staatsgrenze einige Kilometer weiter erneut zweimal. Etwa 1,2 Kilometer Strecke liegen hier in den Vereinigten Staaten, jedoch ohne Station oder Güteranschluss. Nach dieser Flussquerung verlässt die Trasse den Connecticut und führt nordwärts. Kurz darauf folgt der Bahnhof Malvina, der von 1925 bis in die 1980er Jahre Endbahnhof der Strecke aus Richtung Norden war. Die Gleise wurden nach der Stilllegung abgebaut. Die Trasse verläuft nun kurvenreich weiter nordwärts vorbei an den Ortschaften Saint-Malo, Saint-Isidore-d’Auckland, Clifton und Sawyersville, um bei Cookshire in die Bahnstrecke Brookport–Mattawamkeag einzumünden. Sie fädelt nördlich der Stadt wieder aus dieser Strecke aus und führt weiter in nördlicher Richtung bis Dudswell Junction, wobei sie auf diesem Weg den Rivière Saint-François quert. In Dudswell Junction kreuzt die Hauptstrecke der früheren Quebec Central Railway nach Québec. Wenige Kilometer weiter ist der Endbahnhof Lime Rock erreicht.